# Gregory Scott Paul
Gregory Scott Paul (nascut l'any 1954) és un investigador, autor i il·lustrador freelance que treballa en paleontologia, i més recentment ha examinat la sociologia i la teologia. És ben conegut pel seu treball i recerca sobre els dinosaures teròpodes i per les seves il·lustracions detallades de recreacions en vida i esquelets.
S'ha dedicat professionalment a investigar i restaurar dinosaures durant tres dècades, i va exercir d'especialista en dinosaures a la pel·lícula Parc Juràssic i a les sèries documentals de Discovery Channel When Dinosaurs Roamed America i Dinosaur Planet.
Paul va ajudar a impulsar la «nova imatge» dels dinosaures en l'època del 1970. Amb una sèrie de dibuixos a tinta i pintures a l'oli va ser dels primers artistes professionals a retratar-los com actius, de sang calenta i en el cas d'alguns dinosaures petits, amb plomes. Molts il·lustradors de dinosaures posteriors es basen o imiten el seu estil. Les seves imatges són considerades un estàndard científic a seguir, ja que ha treballat amb paleontòlegs i ha realitzat expedicions paleontològiques independents.